# Avaí FC
Az Avaí Futebol Clube, röviden Avaí, Florianópolisban alapított brazil labdarúgócsapat. A klubot 1923. szeptember 1-én hozták létre. Santa Catarina állam bajnokságában és az országos bajnokság másodosztályában szerepel.

## Sikerlista

### Állami
- 16-szoros Catarinense bajnok: 1924, 1926, 1927, 1928, 1930, 1942, 1943, 1944, 1945, 1973, 1975, 1988, 1997, 2009, 2010, 2012